# (4167) Riemann
(4167) Riemann ist ein Hauptgürtelasteroid, der am 2. Oktober 1978 von Ljudmyla Schurawlowa vom Krim-Observatorium aus entdeckt wurde.
Der Asteroid wurde nach dem deutschen Mathematiker Bernhard Riemann (1826–1866) benannt.